# Aphanistes townesi
Aphanistes townesi là một loài tò vò trong họ Ichneumonidae.